# Interhalogène
Un interhalogène est un composé chimique formé de deux halogènes distincts qui a pour formule générique XYn, où Y est un halogène plus électronégatif que X, et n vaut 1, 3, 5 ou 7. L'halogène X se trouve par conséquent dans l'état d'oxydation +1, +3, +5 et +7 respectivement. Ce sont des molécules oxydantes très réactives dans les conditions standard, susceptibles de provoquer des halogénations. Leurs propriétés physicochimiques sont généralement semblables à celles des halogènes qui les constituent, parfois intermédiaires entre ces dernières. Ils ont tendance à s'hydrolyser, et plus les atomes X et Y sont situés vers les bas du tableau périodique, plus l'interhalogène a tendance à s'ioniser pour former des ions polyhalogène. On peut les produire par réaction directe des halogènes constituants, le produit final étant déterminé par la proportion des réactifs.
Aucun interhalogène formé de plus de deux halogènes distincts n'a été formellement caractérisé, bien que certaines publications fassent état de l'existence des interhalogènes IFCl2 et IF2Cl,,, sans toutefois citer de source à l'appui ; certaines études théoriques laissent penser que des composés du type BrClFn pourraient être juste assez stables pour pouvoir être observées.
| F  | F2                |              |      |     |    |
| Cl | ClF, ClF3, ClF5   | Cl2          |      |     |    |
| Br | BrF, BrF3, BrF5   | BrCl         | Br2  |     |    |
| I  | IF, IF3, IF5, IF7 | ICl, (ICl3)2 | IBr  | I2  |    |
| At | —                 | AtCl         | AtBr | AtI | ?  |
|    | F                 | Cl           | Br   | I   | At |

## Propriétés
Les interhalogènes sont généralement plus réactifs que les halogènes car les liaisons qui les unissent sont plus faibles, exception du faite du fluor F2. Ils réagissent avec l'eau en donnant des ions halogénure et oxohalogénure, parfois de manière explosive, comme avec le pentafluorure de brome BrF5. Avec les oxydes métalliques, comme avec le dioxyde de silicium SiO2, ils forment un halogénure de métal en libérant l'autre halogène ainsi que de l'oxygène O2 ; avec les métaux, ils forment un halogénure de métal.
Hormis un iodure (AtI) et deux bromures (IBr et AtBr), la majorité des interhalogènes sont des fluorures, les autres étant des chlorures. Jusqu'à cinq atomes de fluor peuvent se lier à un même atome de chlore ou de brome, et jusqu'à sept à un même atome d'iode. Le caractère oxydant d'un interhalogène augmente avec le nombre d'atomes constituant la molécule, et est d'autant plus élevé que l'atome central est petit. Les interhalogènes fluorés tendent davantage à être volatils que ceux contenant des halogènes plus lourds. Tous les interhalogènes sont diamagnétiques.
Les interhalogènes XY et XY3 se forment entre halogènes dont l'électronégativité est relativement proche, tandis que les interhalogènes XY5 et XY7 se forment entre halogènes dont les tailles sont très différentes. De nombreux interhalogènes réagissent avec tous les métaux hormis ceux du groupe du platine. L'heptafluorure d'iode IF7, contrairement aux pentafluorures d'halogènes, ne réagit pas avec les fluorures de métaux alcalins.
Parmi les interhalogènes de la forme XY3, le plus réactif est le trifluorure de chlore ClF3 tandis que le trifluorure d'iode IF3 est le moins réactif. Le plus stable thermiquement est le trifluorure de brome BrF3 tandis que le trichlorure d'iode ICl3 est le moins stable. La température d'ébullition est d'autant plus élevée que l'électronégativité des halogènes sonstituants est différente.
La plupart des interhalogènes sont des gaz covalents aux conditions standard. Certains sont liquides, notamment ceux qui contiennent du brome, tandis que ceux qui contiennent de l'iode sont généralement solides. Les interhalogènes formés à partir d'halogènes légers sont plutôt incolores tandis que ceux qui contiennent des halogènes lourds tendent à être plus sombres.

## Production et applications
Il est possible de produire des interhalogènes plus lourds, comme le trifluorure de chlore ClF3, en exposant des interhalogènes plus légers, comme le monofluorure de chlore ClF, à un halogène pur comme le fluor F2. Cette méthode est particulièrement utile pour produire des fluorures d'halogènes. À des températures de 250 à 300 °C, ce mode de production peut également convertir des interhalogènes lourds en interhalogènes plus légers. Il est également possible de produire des interhalogènes en faisant réagir des halogènes dans des conditions particulières : cette méthode permet de produire tous les interhalogènes hormis l'heptafluorure d'iode IF7 ; ce dernier peut être obtenu en faisant réagir de l'iodure de palladium(II) avec du fluor.
Les interhalogènes les plus légers peuvent ainsi se former par réaction directe des halogènes qui les constituent. Par exemple, le fluor F2 réagit avec le chlore Cl2 à 250 °C pour former deux molécules de monofluorure de chlore ClF. Le brome Br2 réagit avec le fluor de la même manière à 60 °C, et l'iode I2 à seulement 35 °C.
Certains interhalogènes, tels que le trifluorure de brome BrF3, le pentafluorure d'iode IF5 et le monochlorure d'iode ICl, sont de bons agents d'halogénation. Le BrF5 est trop réactif pour libérer du fluor F2. Le monochlorure d'iode connaît plusieurs applications industrielles, comme catalyseur ainsi que pour mesurer la saturation des graisses et des huiles. Un certain nombre d'interhalogènes, comme l'heptafluorure d'iode IF7, sont utilisés pour produire des ions polyhalogène.